# النحت الآشوري

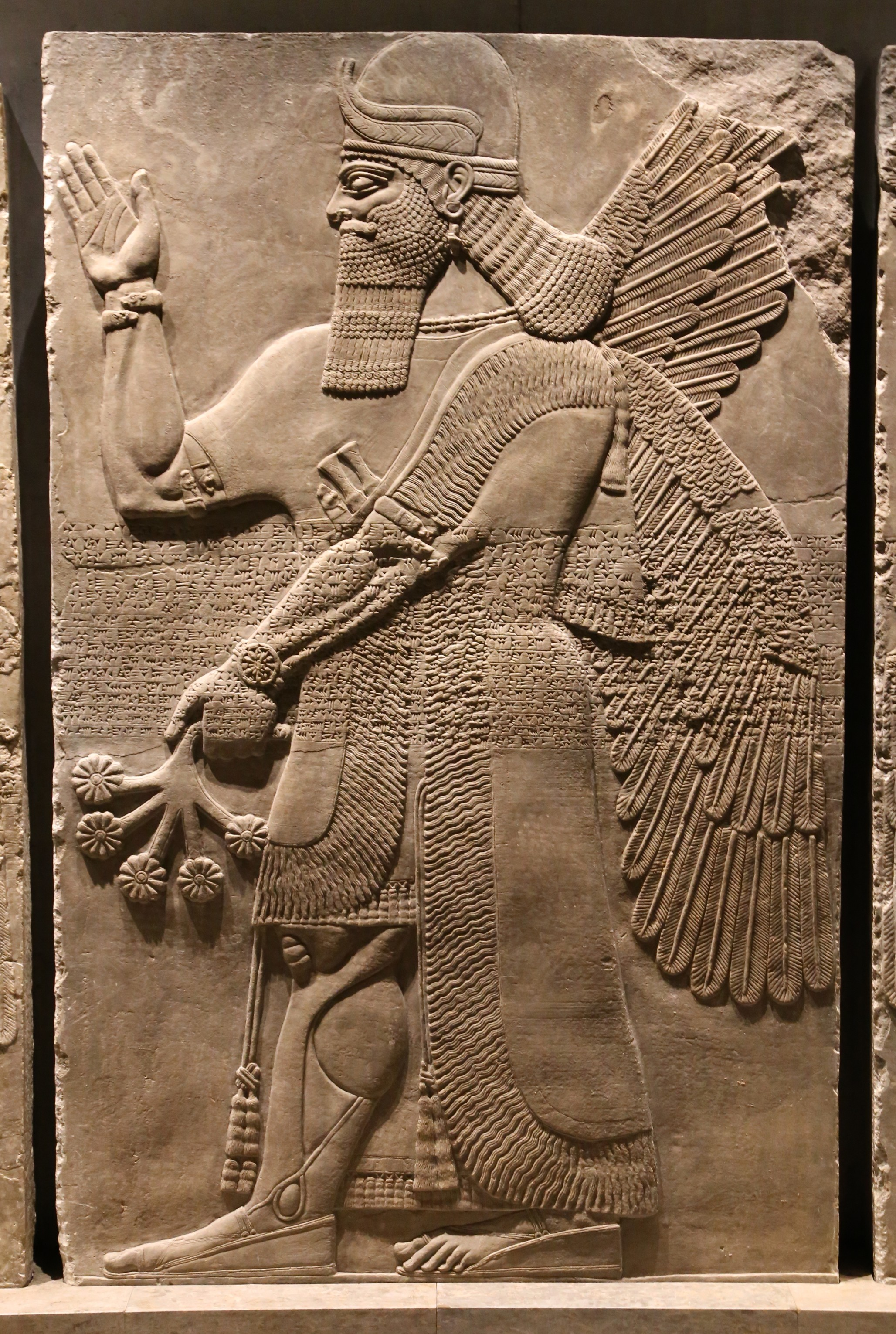
"الجني المجنح" في كالح (870 ق.م)

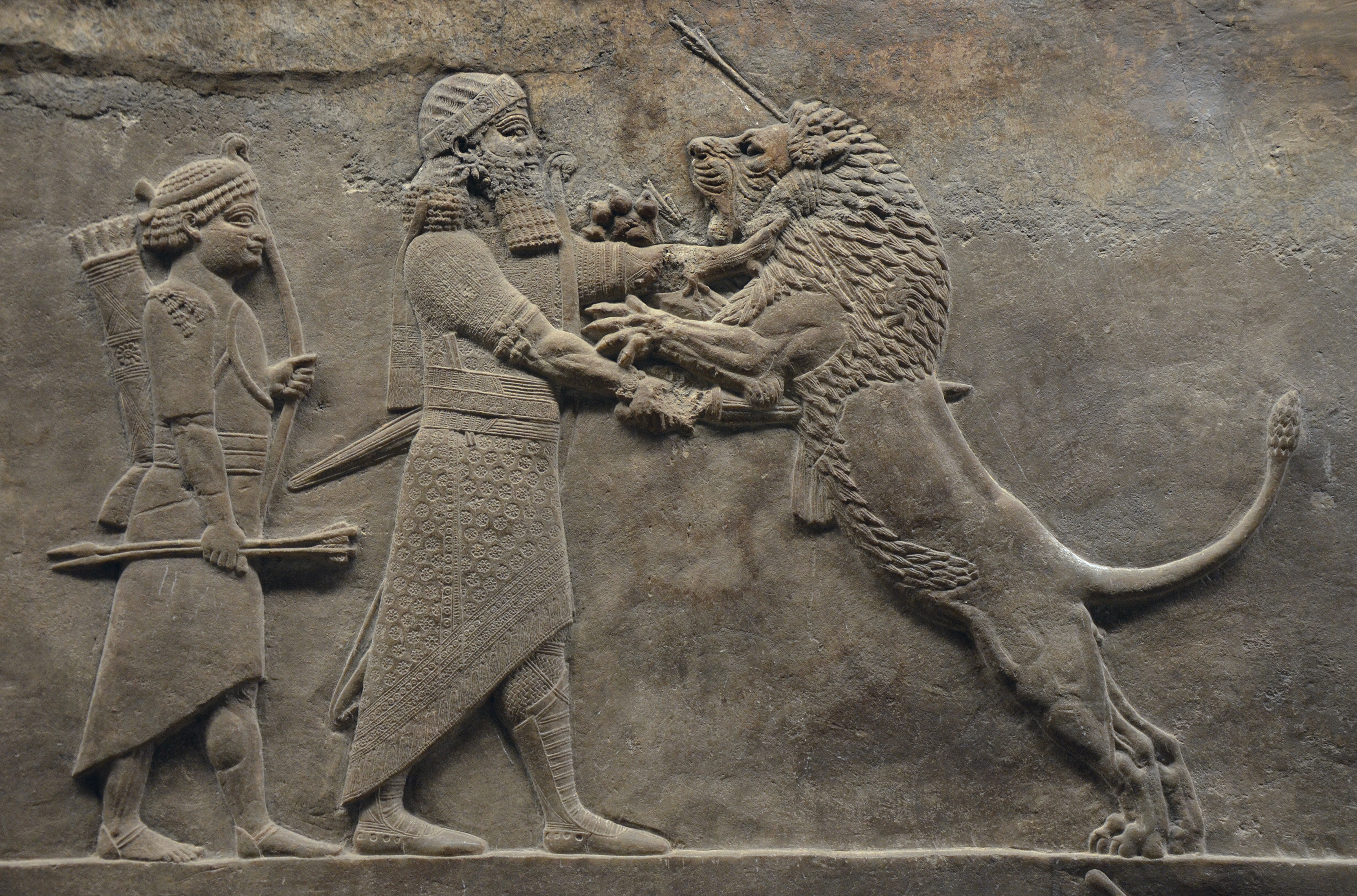
جزء من أسد مهاجم من آشوربانيبال 645–635 ق.م

النحت الآشوري  (بالإنجليزية: Assyrian sculpture)‏ هو نحت الدول الآشورية القديمة، وخاصة الإمبراطورية الآشورية الحديثة من 911 إلى 612 قبل الميلاد، التي حكمت الحديثة في العراق، سوريا، والكثير من إيران. وهو يشكل مرحلة من مراحل فن بلاد الرافدين، ويكون اختلافه على وجه الخصوص باستخدام قدر أكبر من استخدام الحجر، الجبس والمرمر للمنحوتات الكبيرة.
من الأعمال الأكثر شهرة هو الثور المجنح الضخم الذي يحرس مداخل الطرق ، نقوش القصور الآشورية على ألواح رقيقة من المرمر، والتي كانت في الأصل قد رسمت على الأقل في جزء وثبتت على الجداران لكل الغرف الرئيسية من القصور. معظمها في متاحف أوروبا أو أمريكا، بعد فترة عصيبة من الحفريات من عام 1842 إلى عام 1855، والتي أخذت الفن الآشوري من أن يكون غير معروف تماماً إلى أن تكون موضوع العديد من الكتب الأكثر مبيعاً، وكذلك  تقليدها في الرسوم الكاريكاتورية السياسية.
نقوش القصور تحتوي على مشاهد في انخفاضنقوش بارزة التي تمجد الملك، تبينه في مواقف الحرب والصيد، والوفاء أعمال ملكية. العديد من الأعمال غادرت في مواقعها أو في المتاحف المحلية إلى مواقع معثور عليها، وقد دمرت عمداً في الآونة الأخيرة أثناء احتلال المنطقة من قبل داعش، فإن وتيرة التدمير يوثق بأزديادها  في أواخر عام 2016، مع  هجوم الموصل.
القطع الآخرى المتبقية من أنواع الفن تشمل العديد من الأختام الاسطوانية، بعض النقوش الصخرية والنقوش والتماثيل من المعابد، النقوش البرونزية الشرائطية المستخدمة في الأبواب الكبيرة، وكميات صغيرة من المعادن. في عاجيات نمرود، مجموعة هامة من لويحات صغيرة التي زينت الأثاث، تم العثور عليها في قصر مخزن بالقرب من النقوش، لكنهم مصدرها من جميع أنحاء البحر الأبيض المتوسط، مع عدد قليل نسبياً مصنوعة محلياً آشورية النمط.

## نقوش القصر

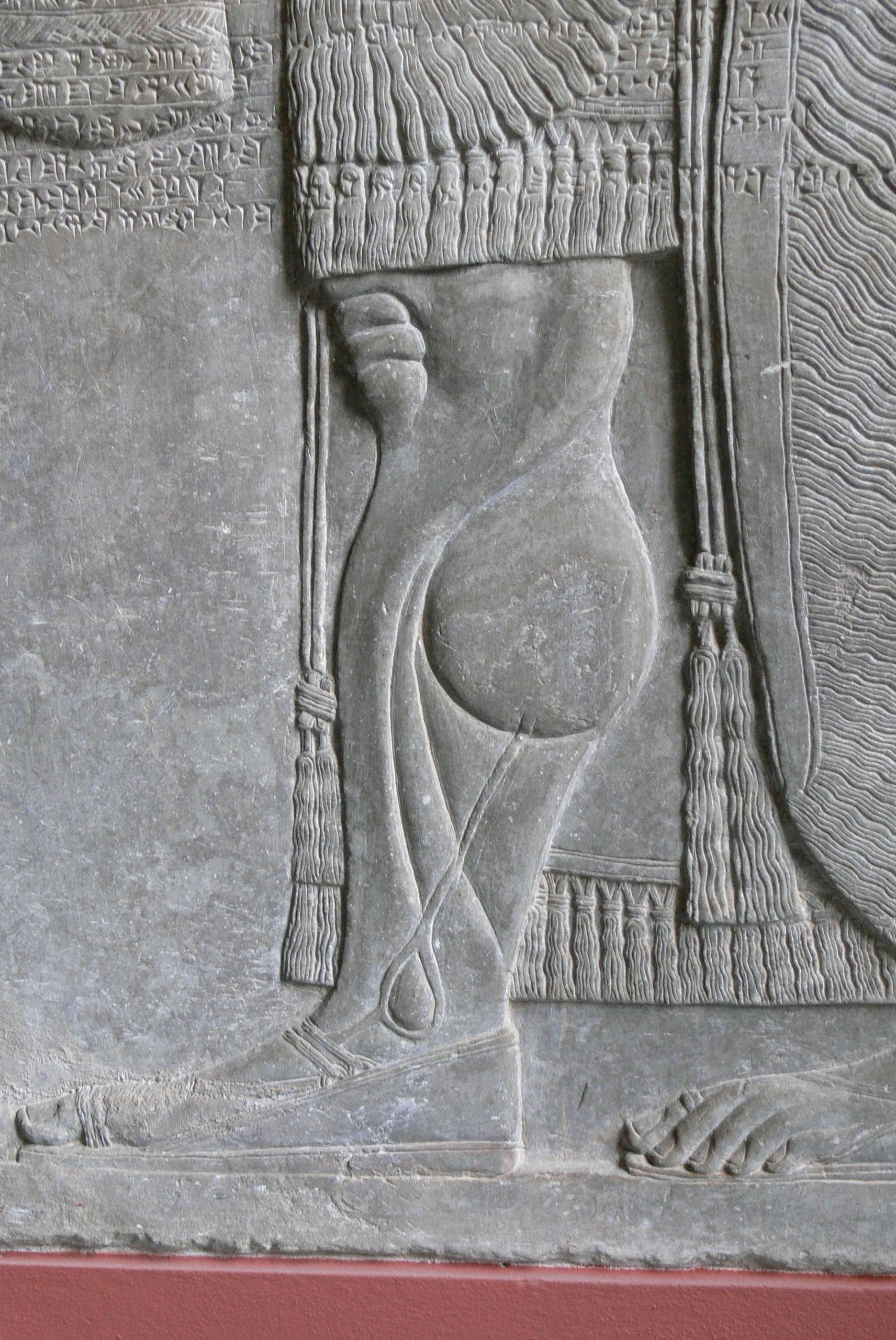
تفاصيل من الجني المجنح في قصر آشور ناصربال الثاني

تم تثبيت نقوش القصر على جدران القصور الملكية التي تشكل شرائط مستمرة على طول جدران القاعات الكبيرة. ويبدو أن الأسلوب بدأ بعد حوالي 879 قبل الميلاد، عندما نقل آشور ناصربال الثاني العاصمة إلى نمرود بالقرب من الموصل الحديثة في شمال العراق. بعد ذلك، تم تزيين القصور الملكية الجديدة، التي كان يوجد منها عادة واحدة في عهده، على نطاق واسع بهذه الطريقة لما يقرب من 250 سنة حتى نهاية الإمبراطورية الآشورية. وكان هناك تطور أسلوبي دقيق، ولكن مع درجة كبيرة جداً من الاستمرارية في الموضوعات والعلاج.
يتم ترتيب المقطوعات على ألواح، عادة ما يكون ارتفاعها حوالي 7 أقدام، باستخدام بين واحد إلى ثلاثة من السجلات الأفقية للصور، مع قراءة المشاهد بشكل عام من اليسار إلى اليمين. غالبًا ما تكون هذه المنحوتات مصحوبة بنقوش مكتوبة بخط مسماري، تشرح العمل أو تعطي اسمًا وألقابًا مفرطة للملك. تظهر الرؤوس والساقين في التعريف الشخصي، ولكن الجذوع في الواجهة الأمامية أو الثلاثة أرباع، كما في فن بلاد ما بين النهرين في وقت سابق. كما يتم عرض العيون بشكل كبير. بعض اللوحات تظهر فقط عدد قليل من الشخصيات قريبة من حجمها الطبيعي، مثل هذه المشاهد عادةً ما تشمل الملك والحاشية الأخرى، لكن تصوير الحملات العسكرية يشمل العشرات من الشخصيات الصغيرة، بالإضافة إلى العديد من الحيوانات ومحاولات عرض إعدادات المشهد.
تركز الحملات على تقدم الجيش، بما في ذلك نزول الأنهار، وعادة ما تتوج في حصار المدينة، يليها الاستسلام ودفع الجزية، وعودة الجيش إلى الوطن. مجموعة كاملة ومميزة تظهر الحملة التي أدت إلى حصار لكيش في عام 701 ؛ هو «أفضل» من عهد سنحاريب، من قصره فينينوى والآن في المتحف البريطاني. لاحظ إرنست غومبريتش أن أياً من الإصابات الكثيرة لم تأت من الجانب الآشوري. هناك تسلسل شهير آخر حيث يظهر الأسد مهاجم من آشوربانيبال، في الواقع القتل المسرحي والمعتدل من قبل الملك آشوربانيبال من الأسود التي تم الاستيلاء عليها بالفعل وتم إطلاقها في ساحة، من القصر الشمالي في نينوى. لطالما تمت الإشادة بواقعية الأسود، وكثيراً ما ينظر إلى المشاهد على إنها «الروائع العليا للفن الآشوري»، على الرغم من أن المشاهدين المعاصرين يميلون إلى الشعور ربما لم يكن جزءاً من الاستجابة الآشورية.
كان هنالك العديد من النقوش لمخلوقات خارقة طفيفة، سُميت بعدة مصطلحات كـ «الجني المجنح»، لكن الآلهة الآشورية الرئيسية لا تمثل إلا بالرموز. و «الجينات» غالبا ما  توضع للإشارة إلى التطهير، والتسميد أو البركة مع دلو و كوز. معنى هذا لا يزال غير واضح. خاصة على الأعداد الكبيرة والتفاصيل والنقوش في مجالات مثل الأبسة والشعر واللحية، جذوع الأشجار والأوراق، وما شابه ذلك تم نحتها بدقة شديدة. تظهر الرموز الأكثر أهمية في كثير من الأحيان أكبر من غيرها، وفي المناظر الطبيعية يتم عرض العناصر الأكثر بعداً أعلى، ولكن ليس أصغر من تلك الموجودة في المقدمة، على الرغم من أن بعض المشاهد قد فُسِّر على أنها تستخدم مقياساً للإشارة إلى المسافة. يبدو أن المشاهد الأخرى تكرر شخصية في سلسلة متتالية من اللحظات المختلفة، تؤدي نفس العمل، وأشهرها الأسد المهاجم. لكن هذه كانت على ما يبدو تجارب لا تزال غير عادية.
غالباً ما يظهر الملك في مشاهد سردية، وأيضاً كشخصية كبيرة في عدد من الأماكن البارزة، التي تحضرها عموماً الجينات المجنحة. وتظهر تركيبة مكررة مرتين في ما يسمى تقليدياً «غرفة العرش» (على الرغم من أنها ربما لم تكن) من قصر آشوربانيبال في نمرود «شجرة مقدسة» أو «شجرة الحياة» يحيط بها شخصان مع الملك، ومع الجينات المجنحة التي تمسك بالدلو والكوز في الخلف. فوق الشجرة واحد من الآلهة الرئيسية، ربما آشور الإله الرئيسي، يميل من قرص مجنح، نسبياً صغيرة في الحجم. وتظهر هذه المشاهد في مكان آخر على رداء الملك، ولا شك في أنها تعكس التطريز على الأزياء الحقيقية، وعادة ما تظهر الآلهة الكبرى في أقراص أو مجرد رموز تحوم في الهواء. في أماكن أخرى غالباً ما تتم العناية بالشجرة بواسطة الجينات.
نادراً ما تظهر النساء، ثم عادة ما يكونن سجينات أو لاجئيات؛ ويستثنى من ذلك مشهد «نزهة» تظهر آشوربانيبال مع زوجته. غالباً ما يصطحب الملوك العديد من الخدم، والأقرب إلى الملك غالباً ما يكون الوريث المعين، ولم يكن بالضرورة أبن الأكبر.
وقد سمحت المقاييس الهائلة لمخططات القصر بإظهار الروايات بسرعة متسارعة لم يسبق لها مثيل، مما جعل تسلسل الأحداث واضحاً وسمحت بتصوير مفصل بشكل غني لأنشطة أعداد كبيرة من الشخصيات، لا يمكن موازاتها حتى مع عمود الرواية الروماني من عمود تراجان ومسلة ماركوس أوريليوس.

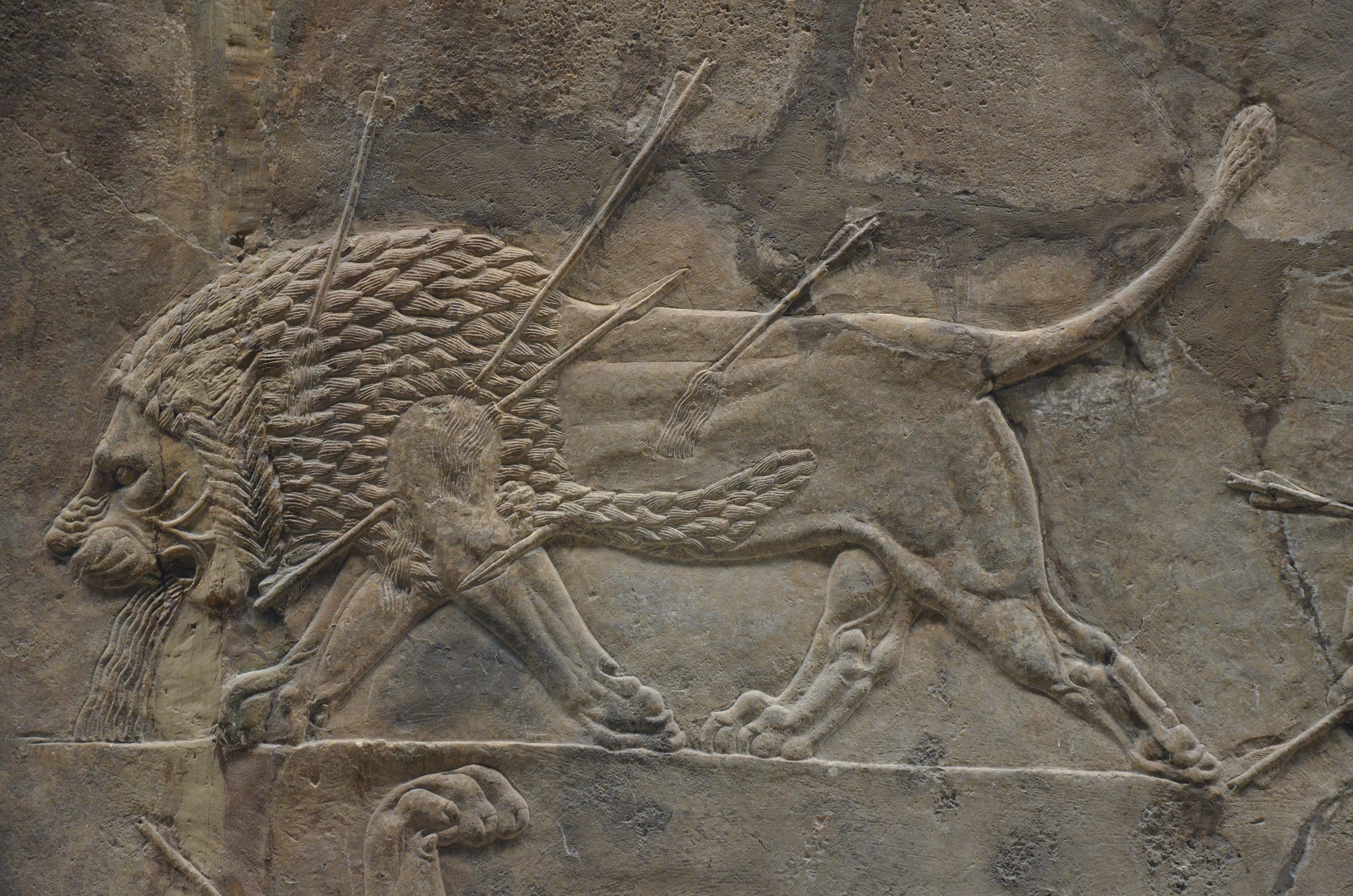
أسد يحتضر، أسد مهاجم من آشوربانيبال، القصر الشمالي، نينوى
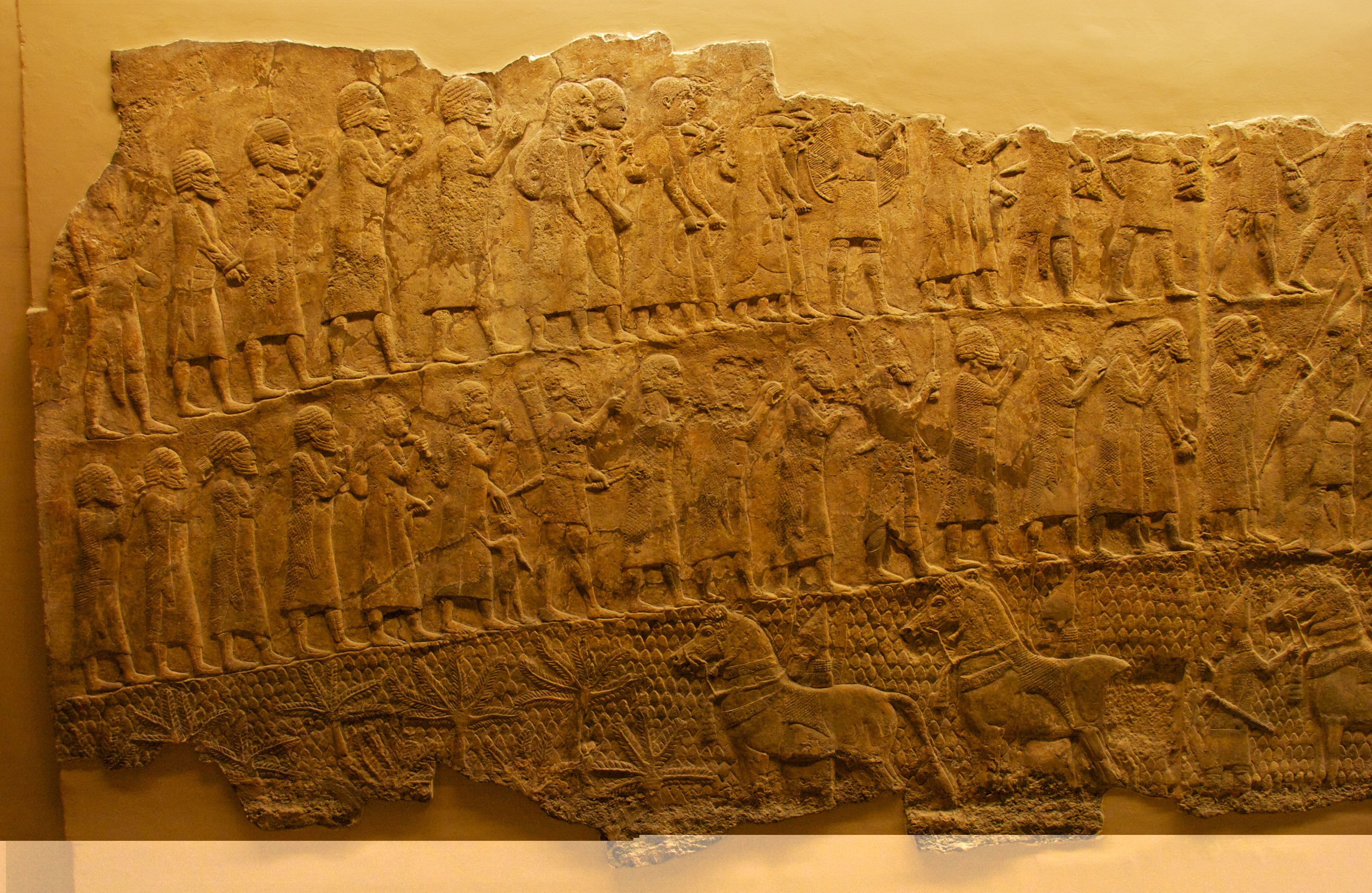
السجناء والفرسان، نقوش لكيش.
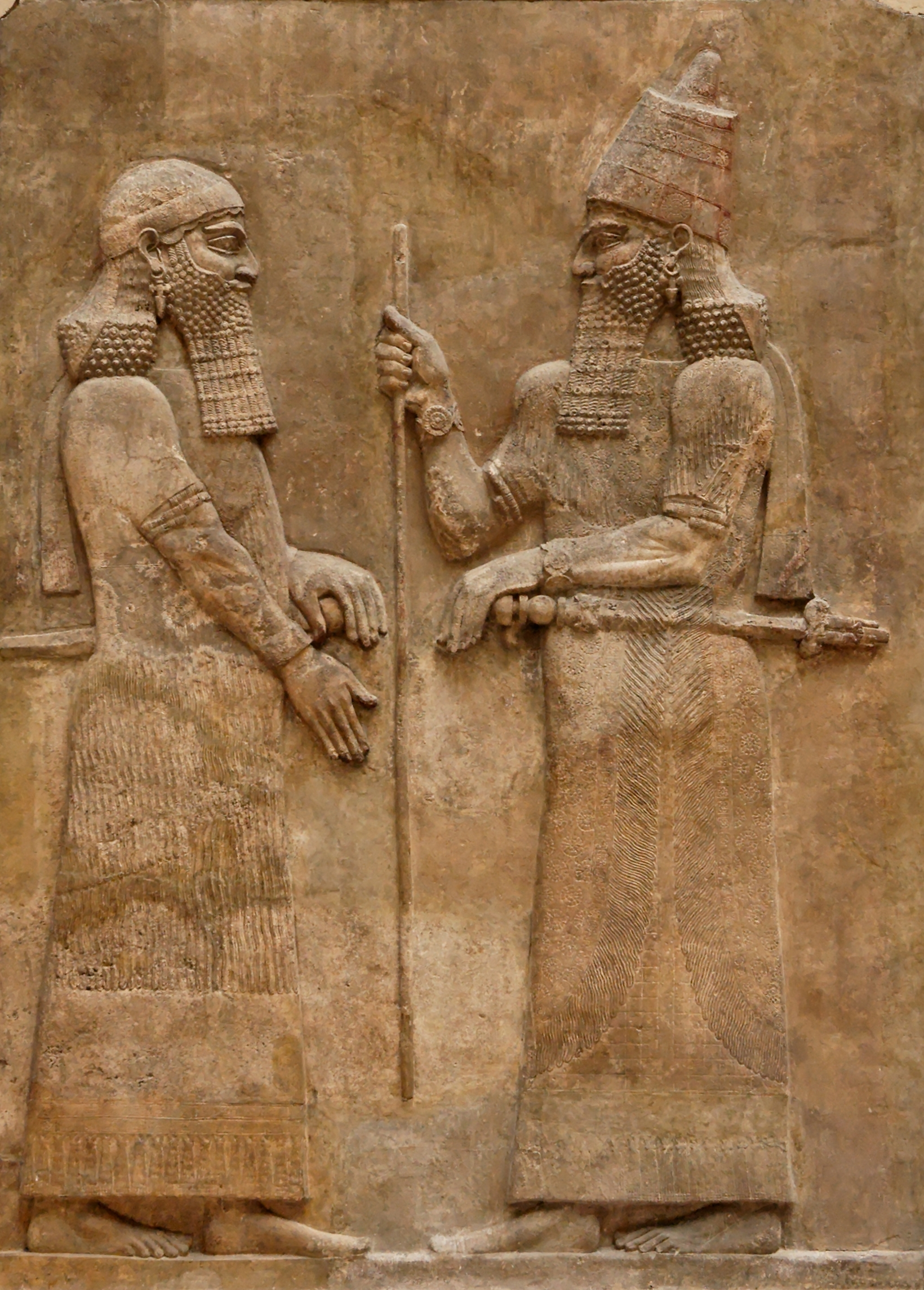
سرجون الثاني (في اليمين)،وغالباً ما يواجه ويثه سنحاريب، دور شروكين.
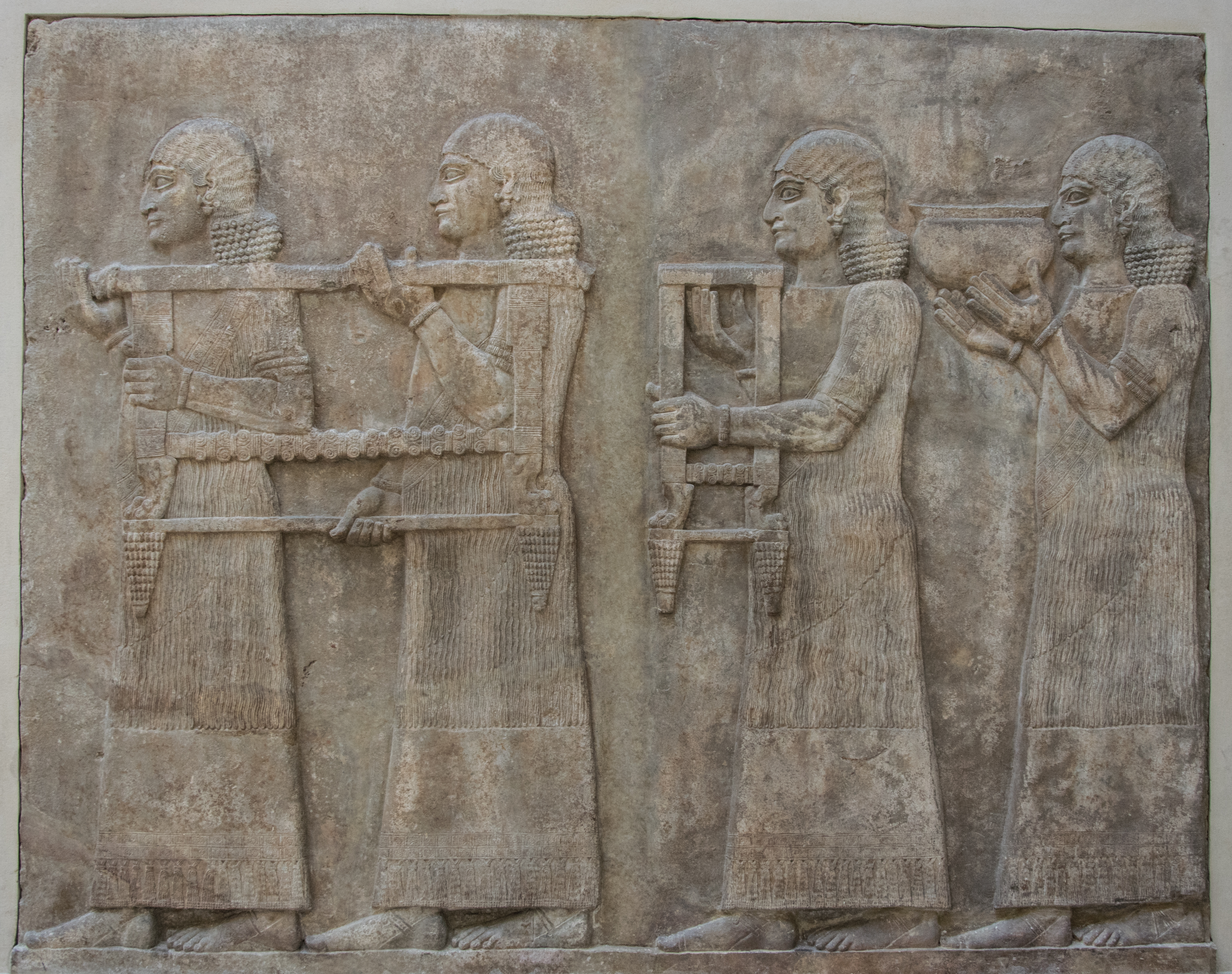
العبيد يحملون الأثاث والأواني.

### الثور المجنح

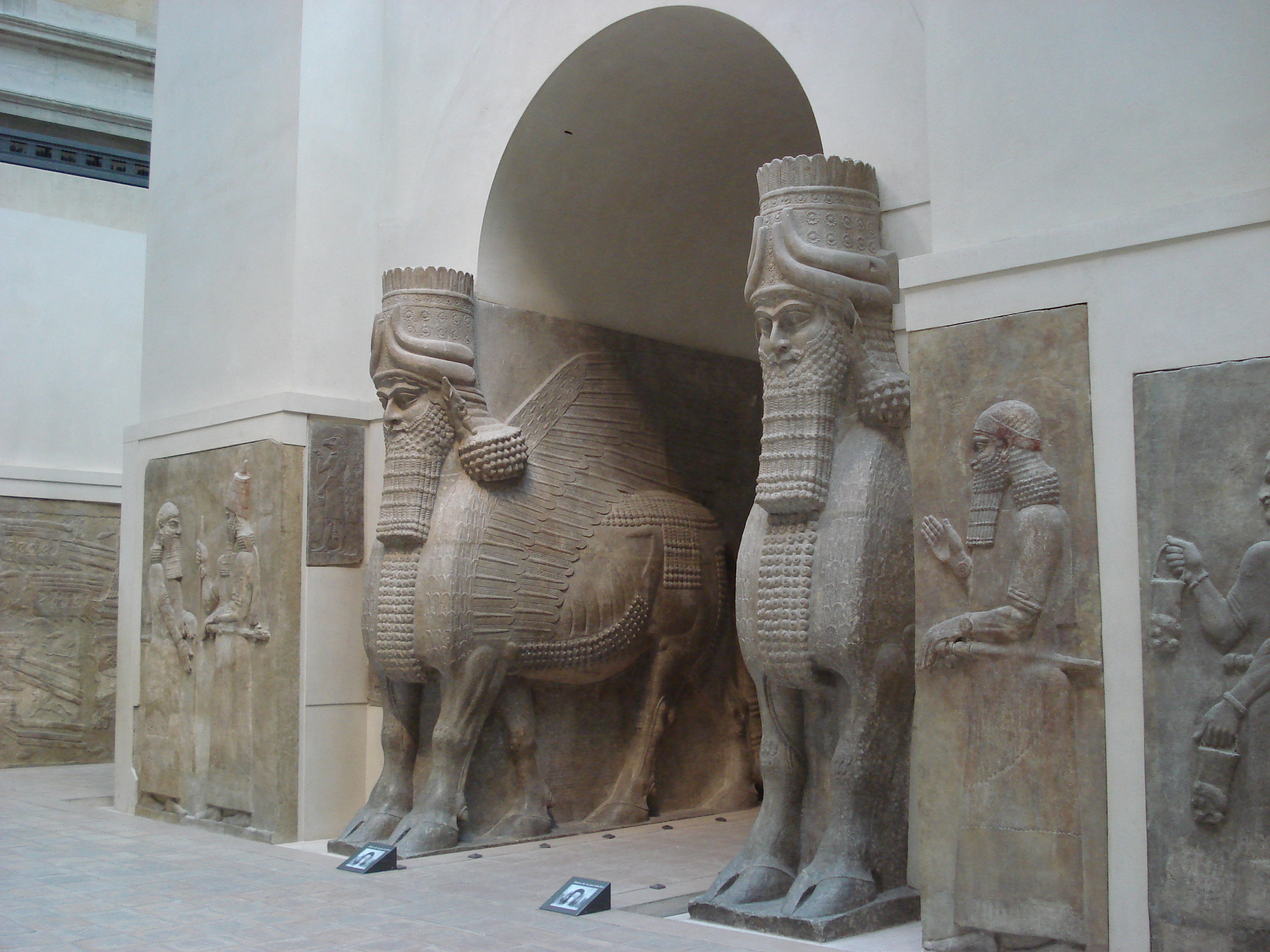
زوج من الثيران المجنحة من دور شروكين مع خمس أرجل ظاهرة للثور المجنح في الجانب الأيسر

الثور الجنح «لاماسو» كان يعتبر أله أو أرواح ثانوية وقائية، النسخة الآشورية من شخصية «الثور الذي يرأسه الإنسان» التي كانت قد برزت لفترة طويلة في الأساطير والفنون في بلاد ما بين النهرين. لاماسو له أجنحة، ورأس إنسان ذكري برؤوس أغطية معقدة، والشعر واللحية المضفرة بشكل متقارب مع العائلة المالكة. الجسم هو إما ثور أو أسد، شكل القدمين هو الفرق الرئيسي. وضع زوجان بارزان من الثيران المجنحة عادة في مداخل القصور، التي تواجه الشارع وكذلك الأفنية الداخلية. كانت هذه شخصيات «مزدوجة الجانب» في الزوايا، مع نحت بارز عالي الجودة، وهو نوع سابق وجد في الفن الحثي. من الأمام يبدو أنها تقف، ومن الجانب تبدو كأنها تمشي، وفي الإصدارات السابقة لها خمسة أرجل، كما هو واضح عند النظر إليها بشكل غير مباشر (مائل). لا تظهر الثيران المجنحة بشكل عام كشخصيات كبيرة في مخططات النقوش المنخفضة التي تدير غرف القصر المستديرة، حيث تكون الجنيات المجنحة شائعة، لكنها تظهر في بعض الأحيان في النقوش السردية، على ما يبدو لحماية الآشوريين.

### البناء

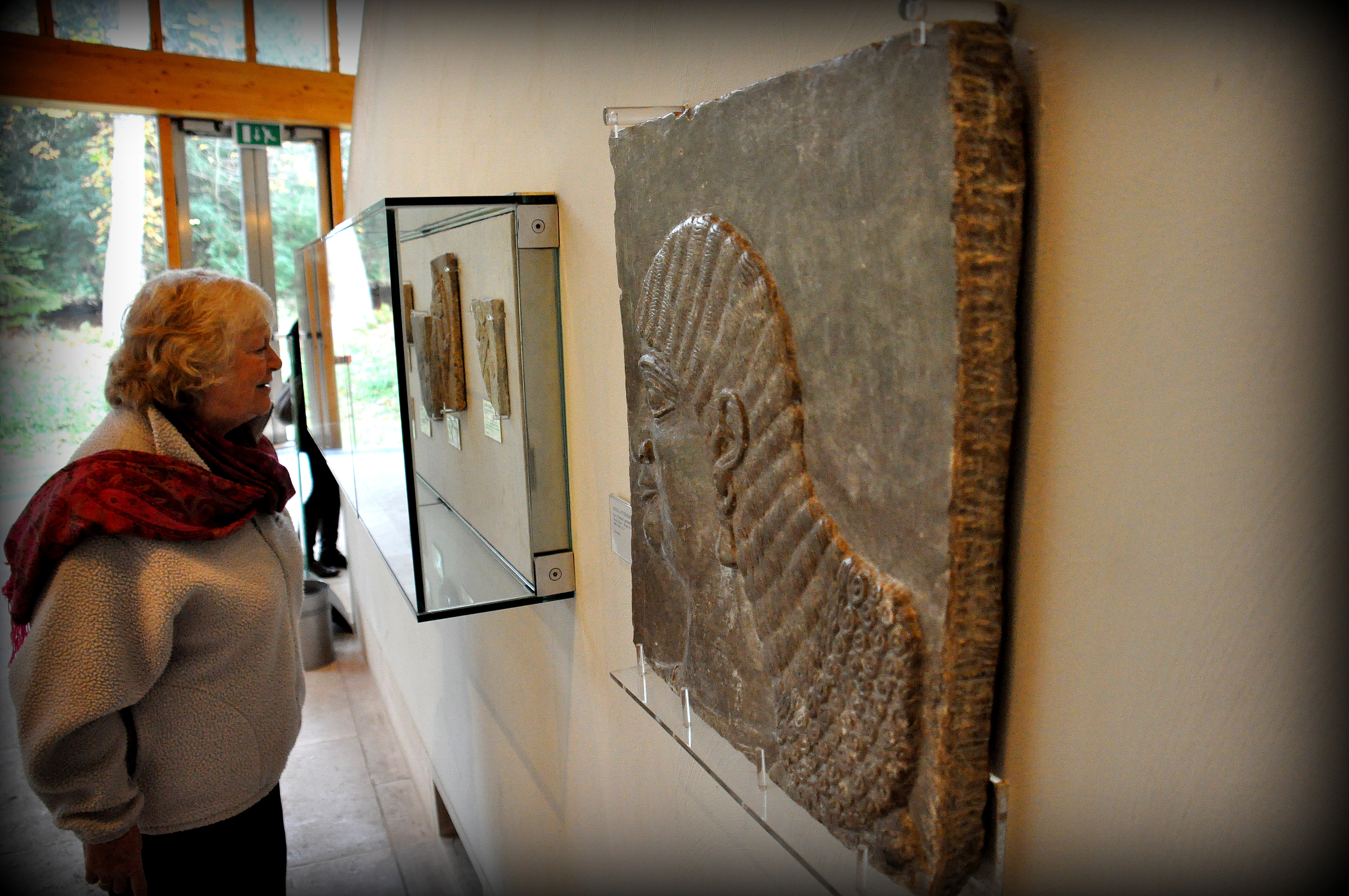
نقش على قطعة من نمرود، والتي تبين عمق ألواح (ربما منشور في الحفر) والحجم.

يظهراستخدام صخور الجبس بنوعها الخاص المعروف بـ «رخام الموصل» عادة في عدة أماكن في العالم الآشوري، على الرغم من أنها ليست قريبة بشكل خاص من العواصم. الصخور ناعمة للغاية وقابلة للذوبان بشكل طفيف في الماء، والسطوح التي المتعرضة للضرر، يلزم قطعها قبل الوصول إلى حجر صالح للاستخدام . كما إن هناك نقوش مستخرجة من قصر سنحاريب الجديد في نينوى، تظهر التركيز على إنتاج الثيران المجنحة الكبيرة. بالنسبة لبعض النقوش، يستخدم «الحجر الجيري المتحجر الجذاب»، كما هو الحال في عدة غرف في قصر الجنوب الغربي في نينوى. على النقيض من القوائم، تم نحت الثور المجنح، أو على الأقل جزئياً على ما يبدو، في المحجر، مما لا شك فيه للحد من وزنها الهائل .

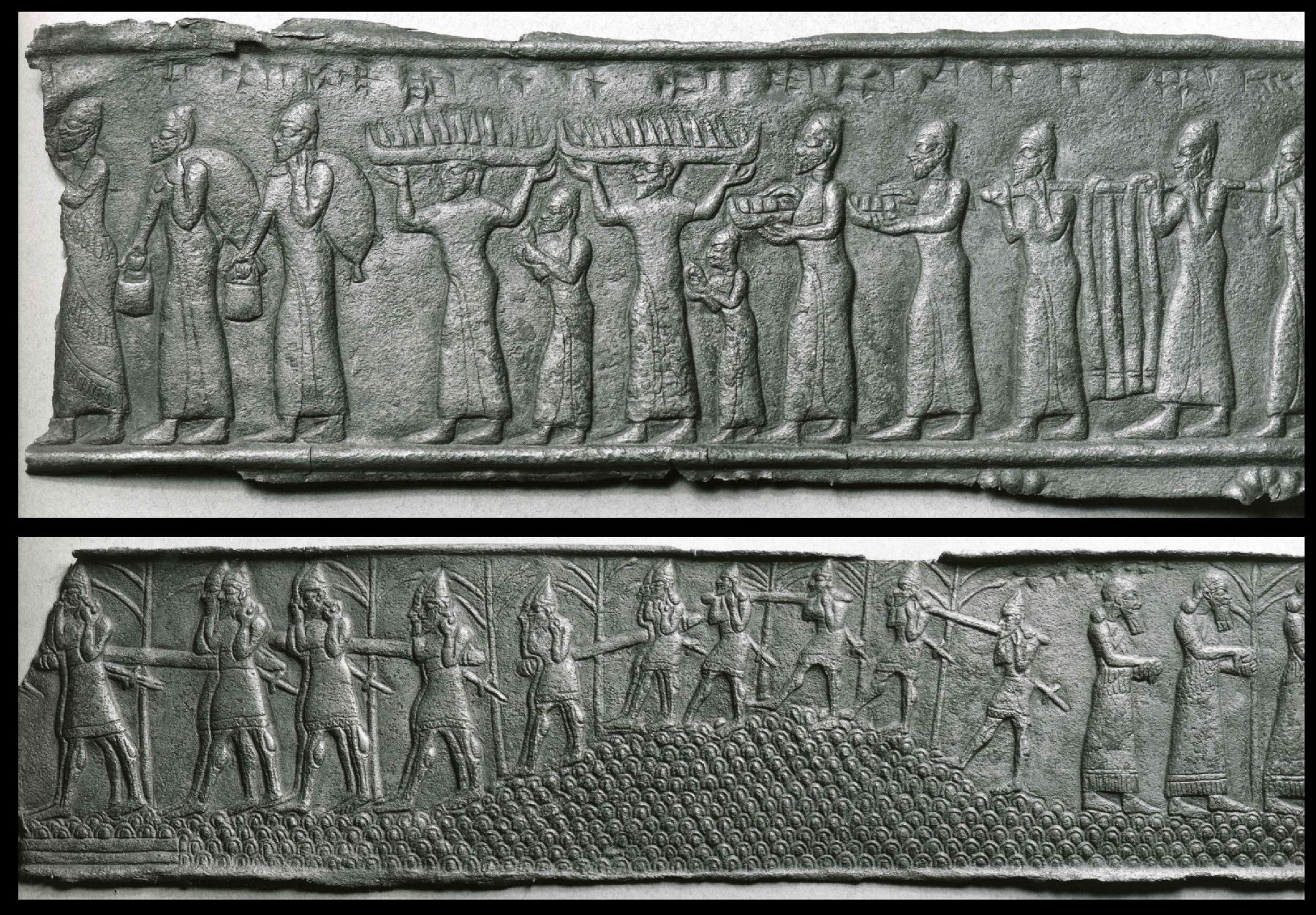
جزء من بوابات بالاوات في بالتيمور

## التماثيل والللوحات المصورة

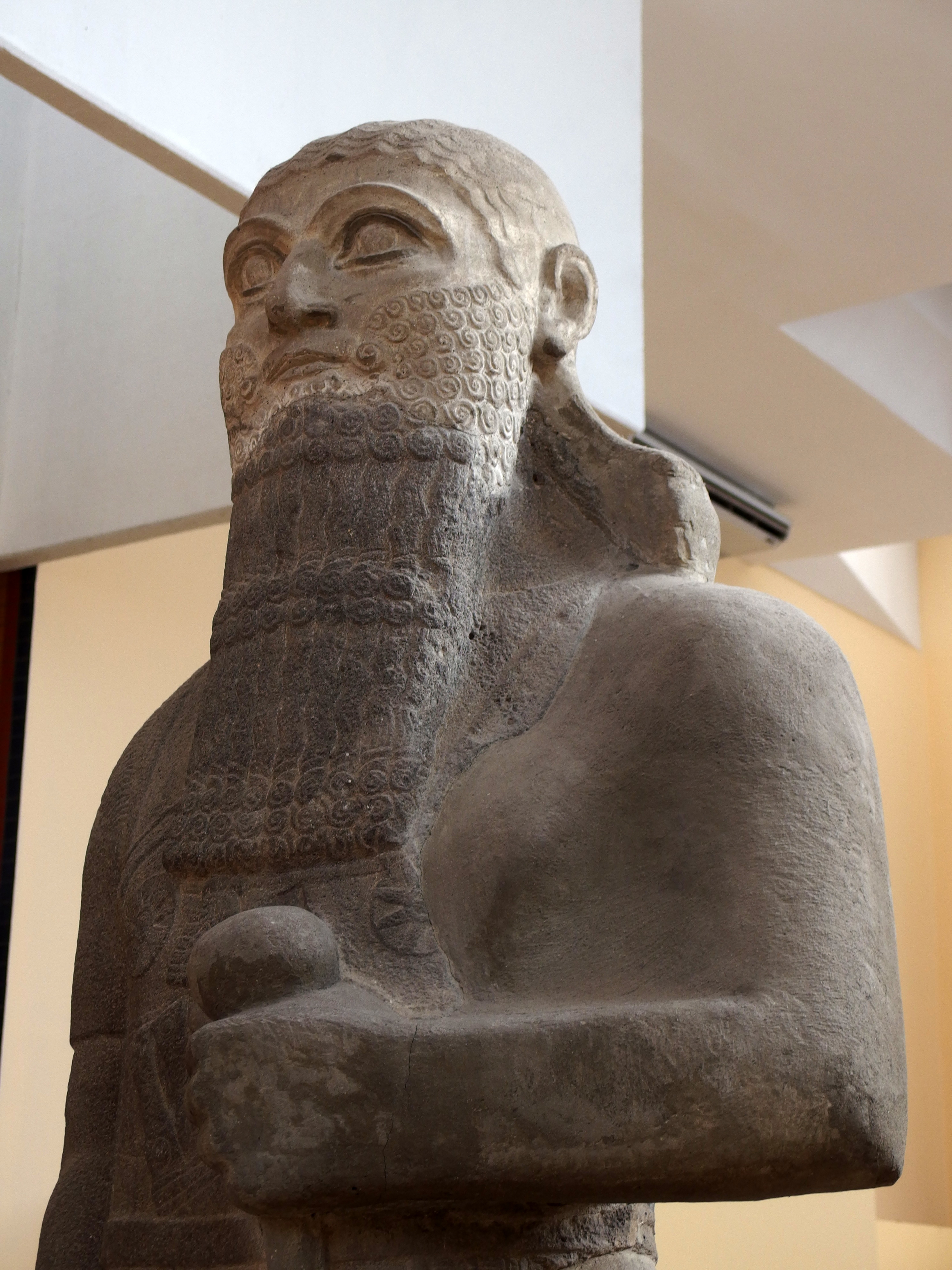
التفاصيل من تمثال شلمنصر الثالث في اسطنبول

هناك عدد قليل جداً من التماثيل الأشورية الكبيرة القائمة بذاتها، وباستثناء محتمل واحد (أدناه)، لم يتم العثور على أي منها من الآلهة الرئيسية في معابدهم. ربما يوجد آخرون؛ أي من المعادن النفيسة كان يمكن نهبه مع سقوط الإمبراطورية. تمثالان للملوك مشابهان للصور في نقوش القصر، على الرغم من رؤيتهما. جاءوا من المعابد، حيث أظهروا إخلاص الملك للألوهية. يقع تمثال آشور بانيبال الثاني في المتحف البريطاني، شلمنصر الثالث في إسطنبول.
مثل الثقافات الأخرى في الشرق الأدنى، قام الآشوريون ببناء ملاحم لأغراض مختلفة، بما في ذلك وضع علامات على الحدود. كثيرون يحملون النقوش فقط، ولكن هناك بعض المنحوتات البارزة، ومعظمها صورة دائمة كبيرة لملك أيامهم، مشيرين إلى رموز الآلهة، تشبه تلك الموجودة في نقوش القصر، محاطة بإطار دائري.
تظهر صور مشابهة للملوك في نقوش الصخور، معظمها حول أطراف الإمبراطورية. ومن المفترض أن تلك التي تظهر على بوابات بالوات هي تلك التي بقيت في حالة سيئة بالقرب من نفق دجلة. ربما أخذ الاشوريون النموذج من الحيثيون. كما أن المواقع التي تم اختيارها لنقوشهم المسجلة والبالغ عددها 49 لا يكون لها معنى في كثير من الأحيان إذا كانت «الإشارة» إلى عامة السكان هو النية، كونها عالية وبعيدة، ولكن في كثير من الأحيان بالقرب من المياه. وقد سجل الآشوريين الجدد في أماكن أخرى، بما في ذلك النقوش المعدنية على بوابات بالاوات التي تبين أنها مصنوعة، ونحت النقوش على الصخور، وقد رُجِحَ إن الجمهور المستهدف الرئيسي هو الآلهة . كما إن نظام القناة بناه الملك الآشوري الجديد سنحاريب (الذي حكم من 704 إلى 681 ق.م) لتزويد نينوى بالمياه تميز بعدد من النقوش تظهر الملك مع الآلهة.
وعمليات أخرى للنقش في نفق دجلة، وهو كهف في تركيا الحديثة يعتقد أنه مصدر نهر دجلة، «يصعب الوصول إليه وغير مرئي بالنسبة للبشر». من المحتمل أن يبني ابن سنحاريب آسرحدون.
أضاف الأشوريّون إلى اللمحات التذكاريّة لنهر الكلب في لبنان الحديثة، حيث كان رمسيس الثاني، فرعون في مصر، قد احتفل بشكل متفائل بحدود إمبراطوريته قبل قرون عديدة. ربما كانت الأمثلة الآشورية مهمة في اقتراح أسلوب التقليد الفارسي الأكثر طموحاً، بدءاً من نقش بيستون، التي صنعت حوالي 500 قبل الميلاد من أجل داريوس الأول، على نطاق أوسع بكثير، مما يعكس ويعلن قوة الإمبراطورية الأخمينية.

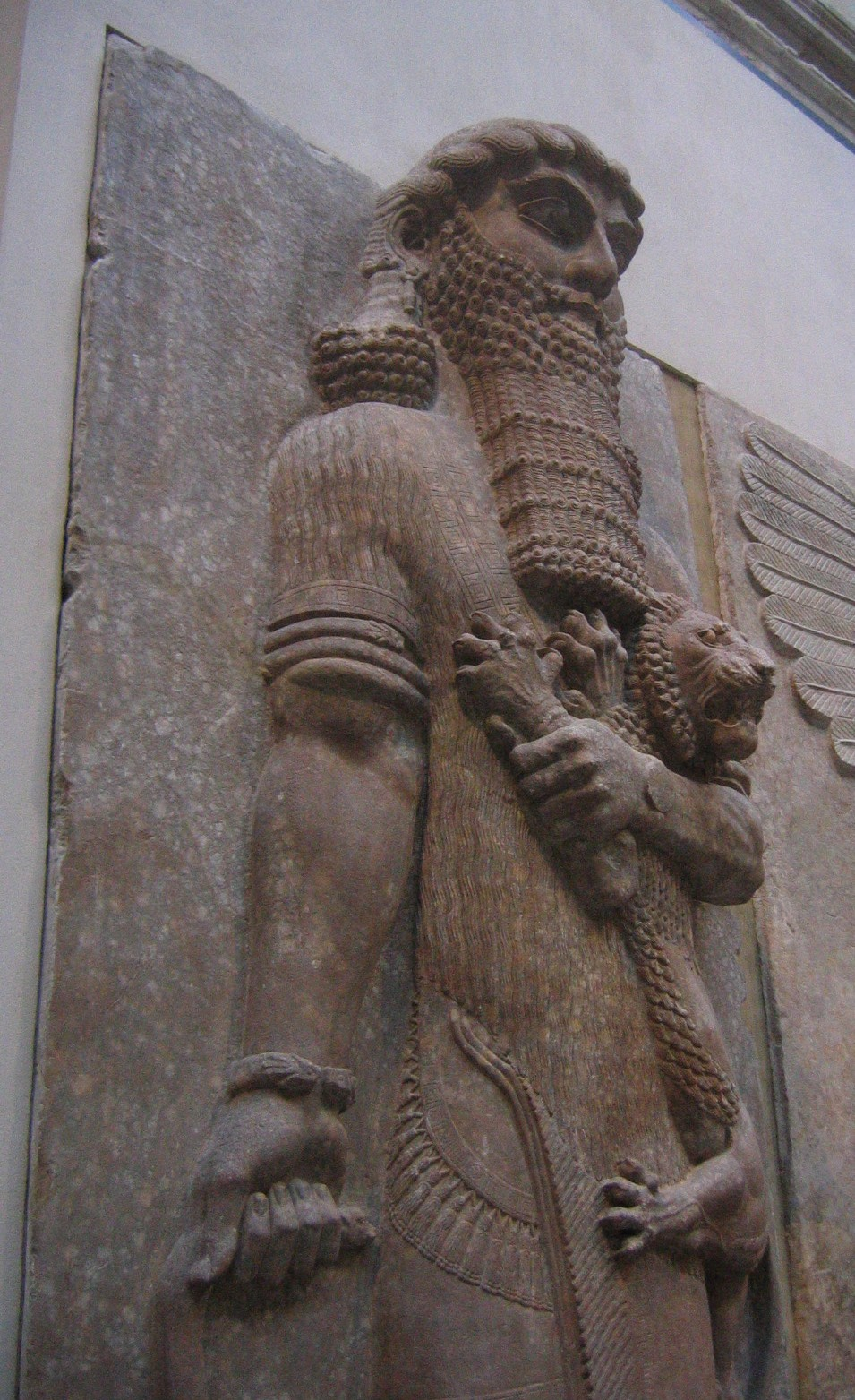
نقش مرتفع يظهر البطل يمسك الأسد، من مدخل غرفة العرش في دور شروكين
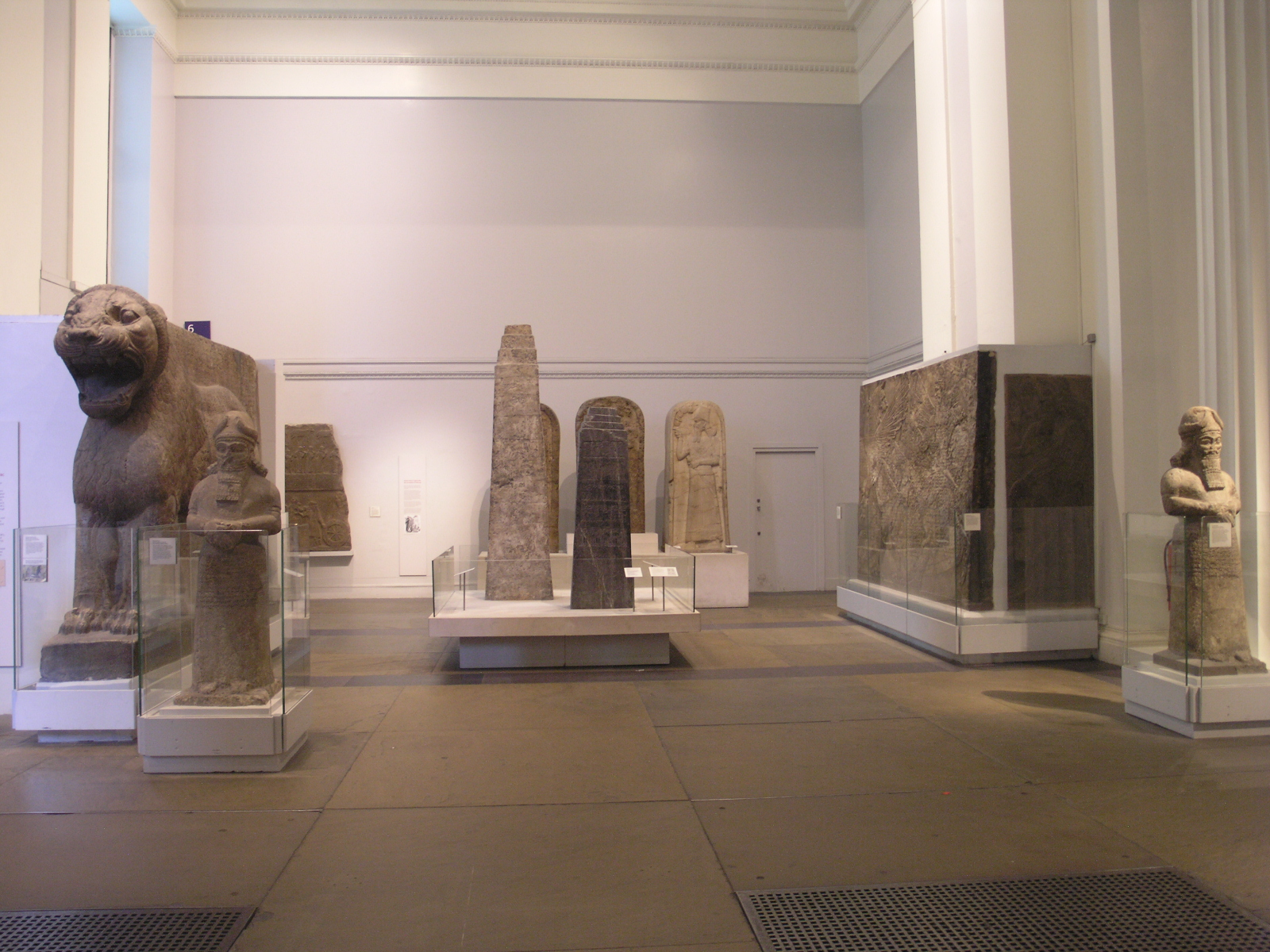
عرض المجموعة في المتحف البريطاني، بما في ذلك أسد من مدخل المعبد، و مسلات عمودية سوداء و بيضاء.
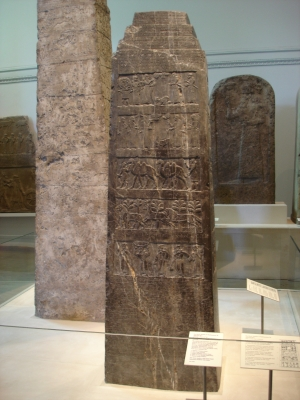
المسلة السوداء في المتحف البريطاني، المسلة البيضاء خلفهم.
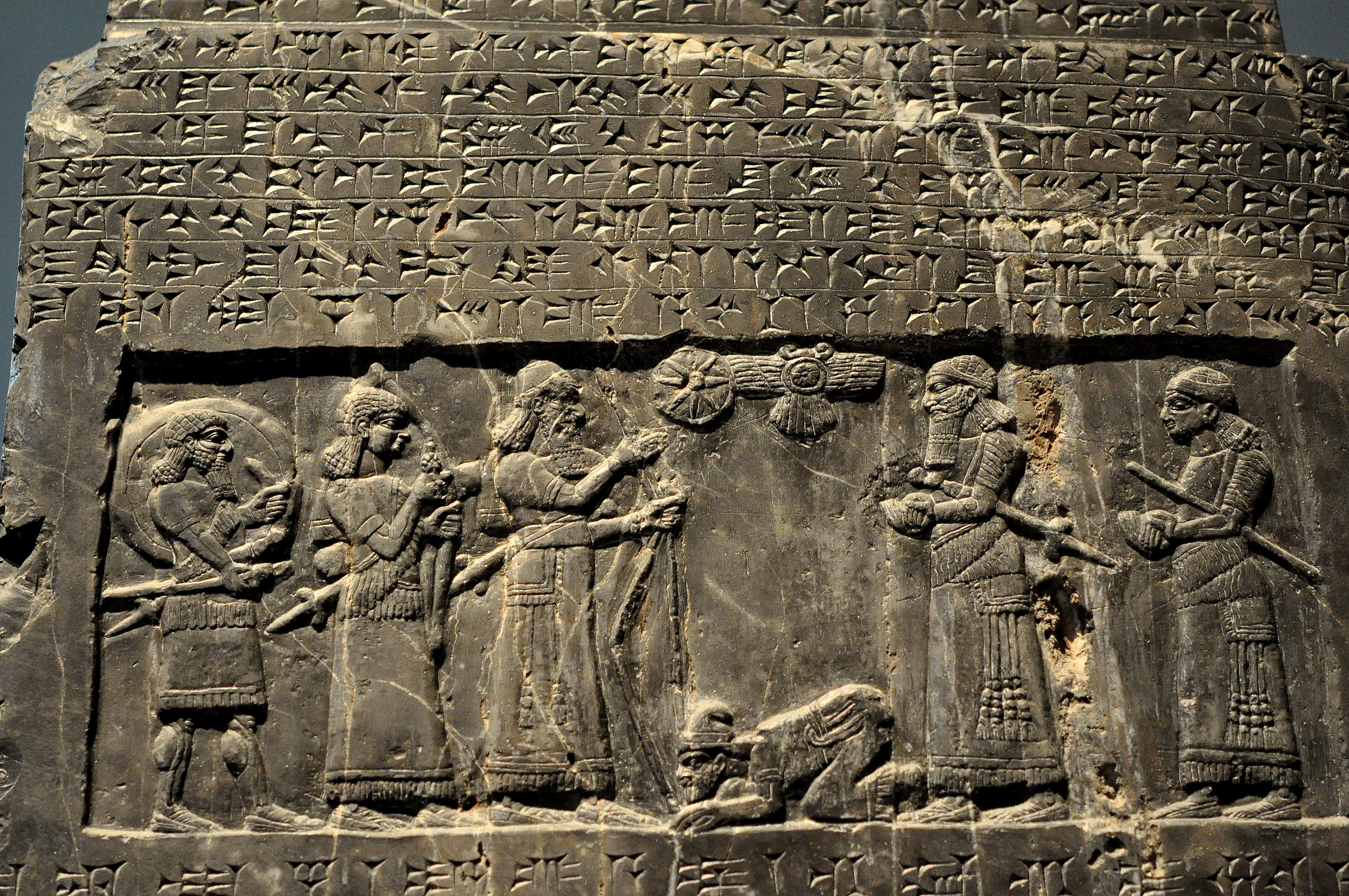
شلمنصر الثالث يتلقى الجزية من "سوا" ملك جيلزانو(شمال غرب إيران)، على المسلة السوداء.
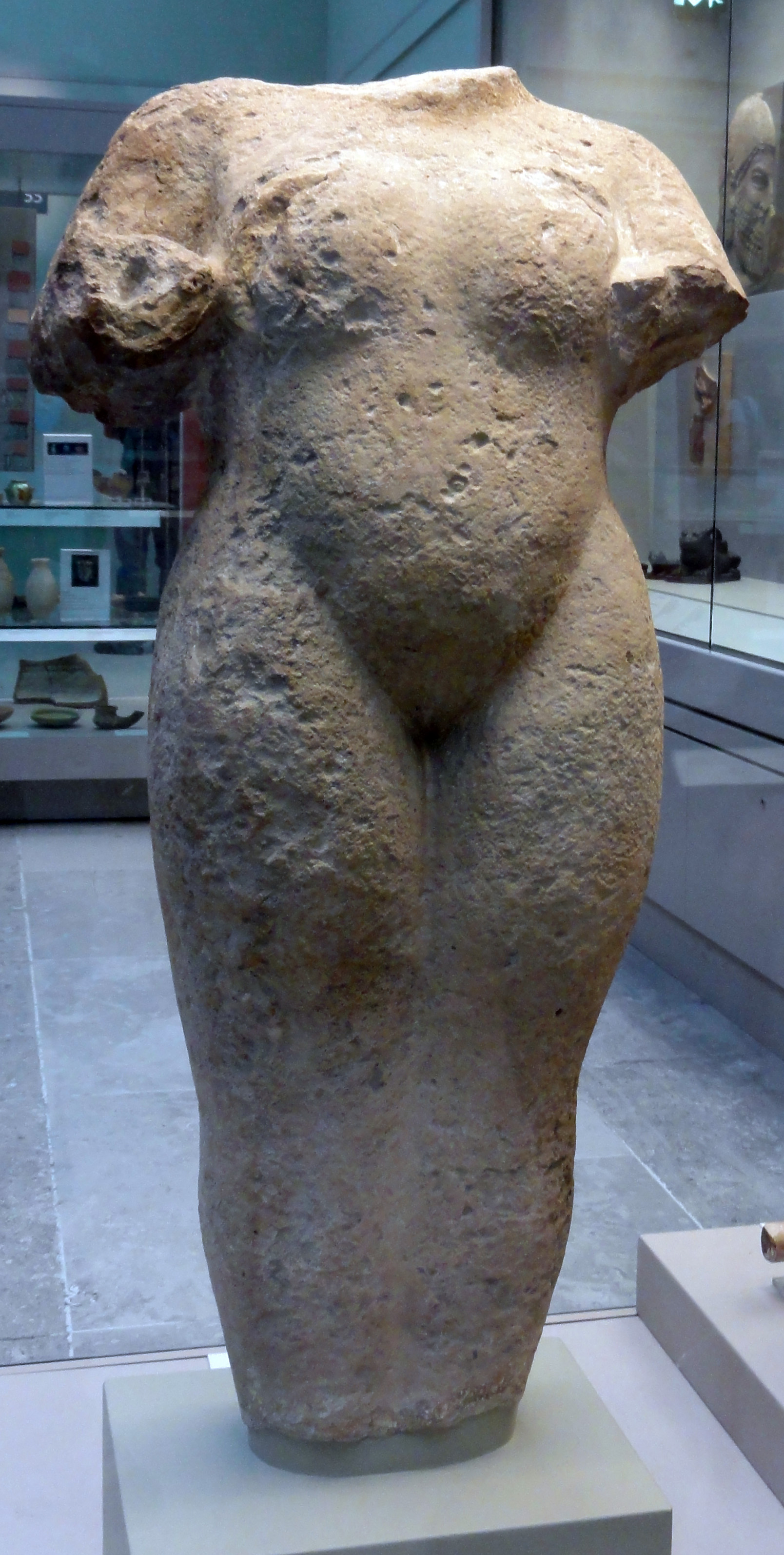
تمثال أنثوي آشوري نادر من معبد إنانا في نينوى.
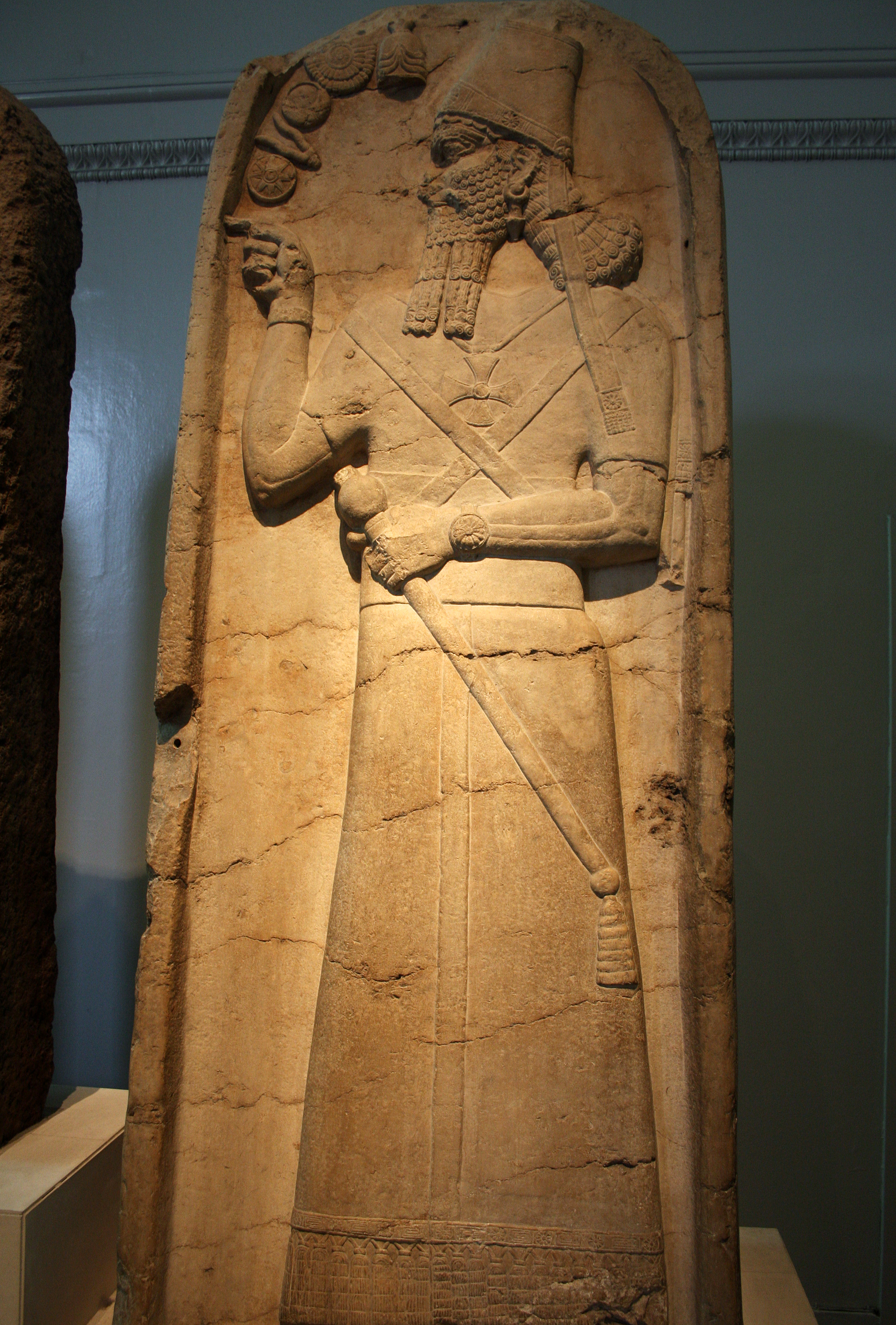
نصب لشمشي أدد الخامس.
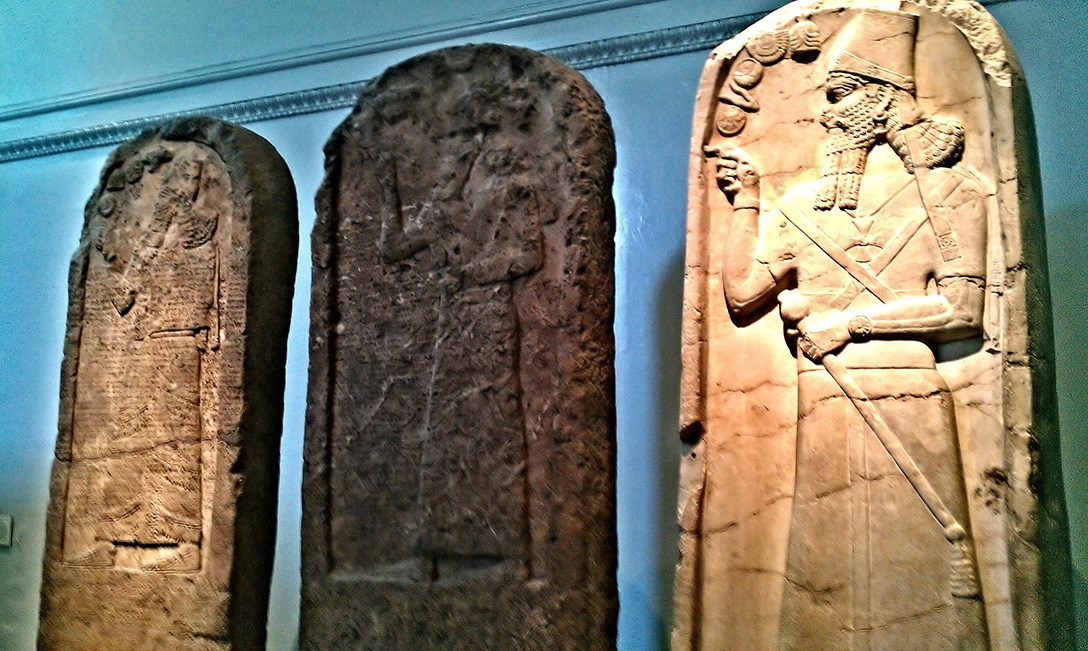
ثلاث نصوب ملكية في المتحف البريطاني.